# Annuaire pontifical
L’Annuaire pontifical (en italien Annuario pontificio) est un document sous forme de livre publié annuellement par le bureau central de statistiques du Saint-Siège. Publié sous ce titre depuis 1912, il contient de manière détaillée toutes les informations concernant l'administration de l'Église catholique — dans ses branches occidentale et orientale — avec la liste complète des diocèses, les ordres et congrégations religieuses, les relations diplomatiques du Saint-Siège avec dicastères et congrégations de l'administration centrale de l'Église. Sans avoir de caractère officiel, l’Annuaire pontifical est fréquemment utilisé comme livre de référence pour tout ce qui concerne le Saint-Siège, en tant qu'administration de l'Église catholique.

## Contenu
L'annuaire contient la liste et les coordonnées de tous les dignitaires et institutions de l'Église catholique. Il recense aussi bien tous ceux qui occupent des postes officiels dans le gouvernement de l'Église. Il répertorie tous les papes et tous les fonctionnaires du Saint-Siège. Il donne également des listes complètes, avec les informations de contact, des cardinaux et évêques catholiques  à travers le monde, les diocèses - y compris les sièges titulaires -  (avec des statistiques sur chacun), les départements de la Curie romaine, les missions diplomatiques du Saint-Siège à l'étranger, les ambassades accréditées auprès du Saint-Siège, le siège des instituts religieux (avec aussi des statistiques sur chacun), certains établissements universitaires et d'autres informations similaires. L'index comprend, avec tous les noms contenus dans le corps du livre, ceux de tous les prêtres auxquels a été accordé le titre de « Monseigneur ».
L'annuaire est édité par le Bureau central des statistiques de l'Église et publié par la Libreria Editrice Vaticana en italien. L'édition 2023 contient 2 384 pages et coûte 74,10 euros.
L'Annuario pontificio présente dans ses premières pages une liste chronologique des évêques de Rome et papes depuis saint Pierre jusqu'au pape actuel. Quoique l'Annuario pontificio ne se déclare plus depuis 1924 comme une publication officielle, sa liste fait de facto fonction de liste officielle des papes de l'Église catholique, et de tous les ordinaires des diocèses du monde, avec les statistiques, des baptêmes. L'édition de 2020 a suscité un certain émoi avec la relégation en annotation du titre papal de "vicaire de Jésus-Christ".
De 1898 à 1948, la Maison de la Bonne Presse à Paris produit un annuaire similaire en français appelé Annuaire catholique pontifical. Celui-ci contient beaucoup d'informations supplémentaires détaillées, telles que des articles historiques sur les gardes suisses et le palais des Papes au Vatican.

## Statistiques
Selon les chiffres de l'Annuaire pontifical, le nombre de catholiques a constamment augmenté depuis 2009 :
- 2009 : 1,181 milliard de catholiques ;
- 2010 : 1,196 milliard (soit une augmentation de 15 millions ou +1,3 %)[5] ;
- 2011 : 1,214 milliard (+18 millions, +1,5 %)[6] ;
- 2012 : 1,228 milliard (+14 millions, +1,15 %)[7] ;
- 2013 : 1,254 milliard (+26 millions, +2,12 %)[8] ;
- 2015 : 1,3 milliard (+46 millions, +3,67%)[9].

En 2015, les évêques sont au nombre de 5 304, les prêtres au nombre de 415 656 (+0,83% par rapport à 2010), les religieux non prêtres sont 54 229 et les religieuses sont au nombre de 670 221 ; c'est l'Afrique qui enregistre la plus forte hausse de religieux, notamment des séminaristes (+7,7% par rapport à 2010). Fin 2015, le nombre de catholiques représente 17,7% de la population mondiale, et enregistre une forte croissance en Afrique et en Amérique, une augmentation aussi en Asie, mais il est toutefois en baisse en Europe.